# Henri-Alexandre Wallon

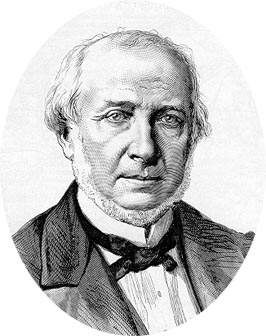
Henri-Alexandre Wallon

Henri-Alexandre Wallon (Valenciennes, 23 december 1812 – Parijs, 13 november 1904) was een Frans historicus en politicus.

## Levensloop

### Vroege carrière
Wallon werd geboren in het Noorderdepartement. Reeds in 1840 werd hij benoemd tot hoogleraar aan de École Normale Supérieure in Parijs onder het patronage van de liberaal François Guizot. In 1846 volgde hij Guizot op als hoogleraar in de letteren. Van zijn hand verscheen in 1847 een studie over slavernij in de Franse koloniën en in 1848 over slavernij in de Antieke wereld (herziene editie in 3 dln. in 1879). 
Henri-Alexandre Wallon werd na de Revolutie van 1848 in een commissie benoemd die belast was met de regulering van arbeid in Franse koloniale bezittingen. In november 1849 werd hij voor het Noorderdepartement in de Wetgevende Vergadering (Assemblée Législative) gekozen, maar in 1850 nam hij als parlementslid ontslag uit onvrede over de ingevoerde kiesrechtbeperking waartoe de Wetgevende Vergadering had besloten. Na zijn ontslag als parlementslid werd hij de Académie des Inscriptions gekozen.

### Geschiedkundige
Henri-Alexandre Wallon hield zich tijdens het Tweede Franse Keizerrijk (1852-1870) niet bezig met politiek. Als hoogleraar in de geschiedenis (1850-) en historicus verschenen van zijn hand talrijke werken, zoals Richard II, épisode de la rivalité de la France et l'Angleterre (2 dln, 1864). Ondanks zijn republikeinse denkbeelden, bleef hij zijn leven lang het rooms-katholicisme trouw. Zijn klerikale denkbeelden komen duidelijk naar voren in Jeanne d'Arc (2 dln. 1860, 2de editie 1875), in La Vie de Notre Seigneur Jésus (1865) - als reactie op Ernest Renans rationalistische levensbeschrijving van Jezus La Vie de Jésus - en in Saint Louis et sons temps (1871, 4de editie 1892), een hagiografisch werk van formaat.

### Politicus tijdens de Derde Franse Republiek

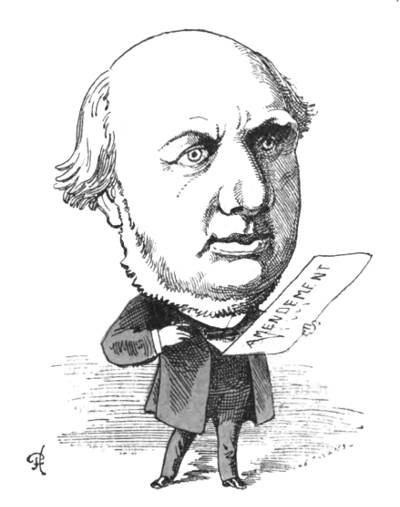
Karikatuur van Henri-Alexandre Wallon door Georges Lafosse in Le Trombinoscope

Tijdens de Frans-Duitse Oorlog begon Wallon aan zijn politieke rentree en werd hij in 1871 als centrumlinkse republikein voor het Noorderdepartement in de Kamer van Afgevaardigden (Chambre des Députés) gekozen en betoonde zich een ijverig Kamerlid. Hij zette zich in voor een republikeinse grondwet met een door het parlement gekozen president en een Président du Conseil (premier) die verantwoording schuldig was aan het parlement. Uiteindelijk was er in januari 1875 een Kamermeerderheid voor zijn republikeinse grondwet en op 30 januari, de dag dat de grondwet werd aangenomen, verklaarde Wallon voor de Kamer van Afgevaardigden: "Ma proposition, ne proclame pas la République, elle la fait" ("Mijn voorstel is niet de proclamatie van de republiek, zij is een feit"). Na de definitieve instelling van de republiek werd Wallon minister van Onderwijs en minister van Kerkelijke Zaken (10 maart 1875 - 9 maart 1876). Als minister voerde hij enkele hervormingen door maar de meeste van zijn plannen vonden geen doorgang bij de links-republikeinse meerderheid in het parlement.
In december 1875 werd Henri-Alexandre Wallon senator voor het leven (Sénateur inamovible). Na zijn ministerschap (1876) hield hij zich weer volop bezig met historische studies en publiceerde hij weer tal van geschiedkundige werken.
Henri-Alexandre Wallon overleed op 91-jarige leeftijd.

## Werken (behalve de reeds genoemde)
- La Terreur (1873)
- Histoire du tribunal révolutionnaire de Paris avec le journal de ses actes (6 dln., 1880-1882)
- La Révolution du 31 mai et le fédéralisme en 1793 (2 dln., 1886)
- Les Représentants du peuple en mission et la justice révolutionnaire dans les départements (5 dln., 1880-1890).